# Eleanor Rathbone
Eleanor Florence Rathbone (Liverpool, 12 maggio 1872 – Londra, 2 gennaio 1946) è stata una politica britannica, una riformatrice sociale femminista e una militante per i diritti delle donne.

## Biografia

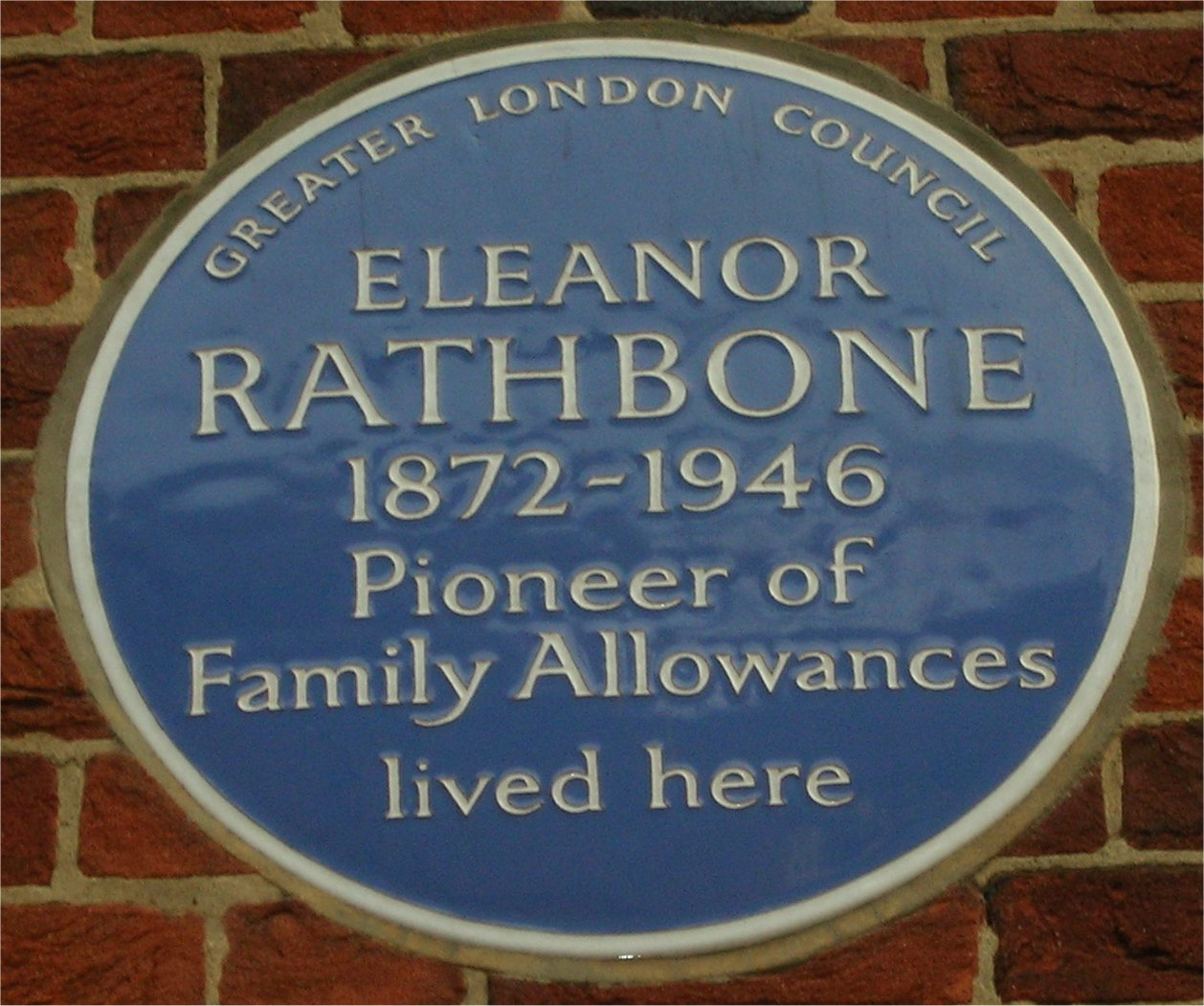
Targa commemorativa sulla casa in cui abitò a Londra

Eleanor Rathbone era figlia del riformatore sociale William Rathbone e della sua seconda moglie Emily Lyle. La sua famiglia, di stampo liberale, la incoraggiò a rivolgere l'attenzione alle questioni sociali. Rathbone ha frequentato la Kensington High School, e più tardi nel 1893 si è iscritta al Somerville College di Oxford, dove ha studiato filosofia.
Dopo la laurea ha iniziato a lavorare a fianco del padre per studiare le condizioni sociali e industriali di Liverpool, fino alla morte di quest'ultimo, avvenuta nel 1902. Nel 1903, Eleanor Rathbone ha pubblicato la sua prima indagine Report on the results of a Special Inquiry into the conditions of Labour at the Liverpool Docks. Nel 1909 sono stati pubblicati i risultati di un'altra sua inchiesta riguardante i bilanci famigliari dei lavoratori del porto di Liverpool, How the Casual Labourer lives nella quale descrisse le condizioni impossibili in cui vivevano le mogli proletarie.

## Politica locale e attivista
Nel 1897 Eleanor Rathbone è diventata Segretaria onoraria del Liverpool Women's Suffrage Society Executive Committee, dove si impegnò nella campagna per far ottenere alle donne il diritto di voto.
È stata eletta come membro indipendente del Consiglio cittadino di Liverpool nel 1909 per la sede di Granby Ward, una posizione che occupò fino al 1935; successivamente ha fondato con Elizabeth Macadam il Liverpool Council of Voluntary Aid e nel 1913 con Nessie Stewart-Brown la Liverpool Women Citizen's Association per promuovere il coinvolgimento delle donne in politica.
Nel 1912 ha pubblicato The Problem of Women’s Wages nel quale tratta, fra l'altro, della disparità salariale fra uomini e donne, tema che approfondirà negli anni successivi nella sua opera principale The Disinherited Family (1924). Lo scopo di questa opera era quello di indagare la famiglia e le sue strutture, in particolare la dipendenza della donna dal marito, in quanto molto spesso era l'unico salariato. Nel suo libro Eleanor Rathbone proponeva che venissero pagati dei sussidi familiari direttamente alle donne.
Quando scoppiò la Prima Guerra Mondiale, Rathbone organizzò "The Town Hall Soldiers' and Sailors' Families Organisation" per supportare mogli e figli. Fondò il "1918 Club" a Liverpool (che si incontra ancora oggi all'Adelphi Hotel), ancora attivo, reputato il più antico forum di donne.
Dal 1918 in poi, Rathbone sostenne la necessità di un sistema di sussidi per le famiglie pagati direttamente alle madri. Il suo ruolo fu determinante nella negoziazione per le condizioni di inclusione delle donne nell'Atto di Rappresentazione delle Persone del 1918.
Quando nel 1919 Millicent Garrett Fawcett andò in pensione, Eleanor Rathbone prese la presidenza del National Union of Societies for Equal Citizienship (nuovo nome della National Union of Women's Suffrage Societies), e come tale fu responsabile della creazione del Liverpool Personal Service Society, diventandone la prima preside. Svolse anche una campagna elettorale in India per i diritti delle donne.
Nel 1922 si propose alle elezioni come candidato indipendente al Liverpool East Toxteth contro gli Unionist MP, a quel tempo in carica, senza però essere eletta.

## Politica a Westminster

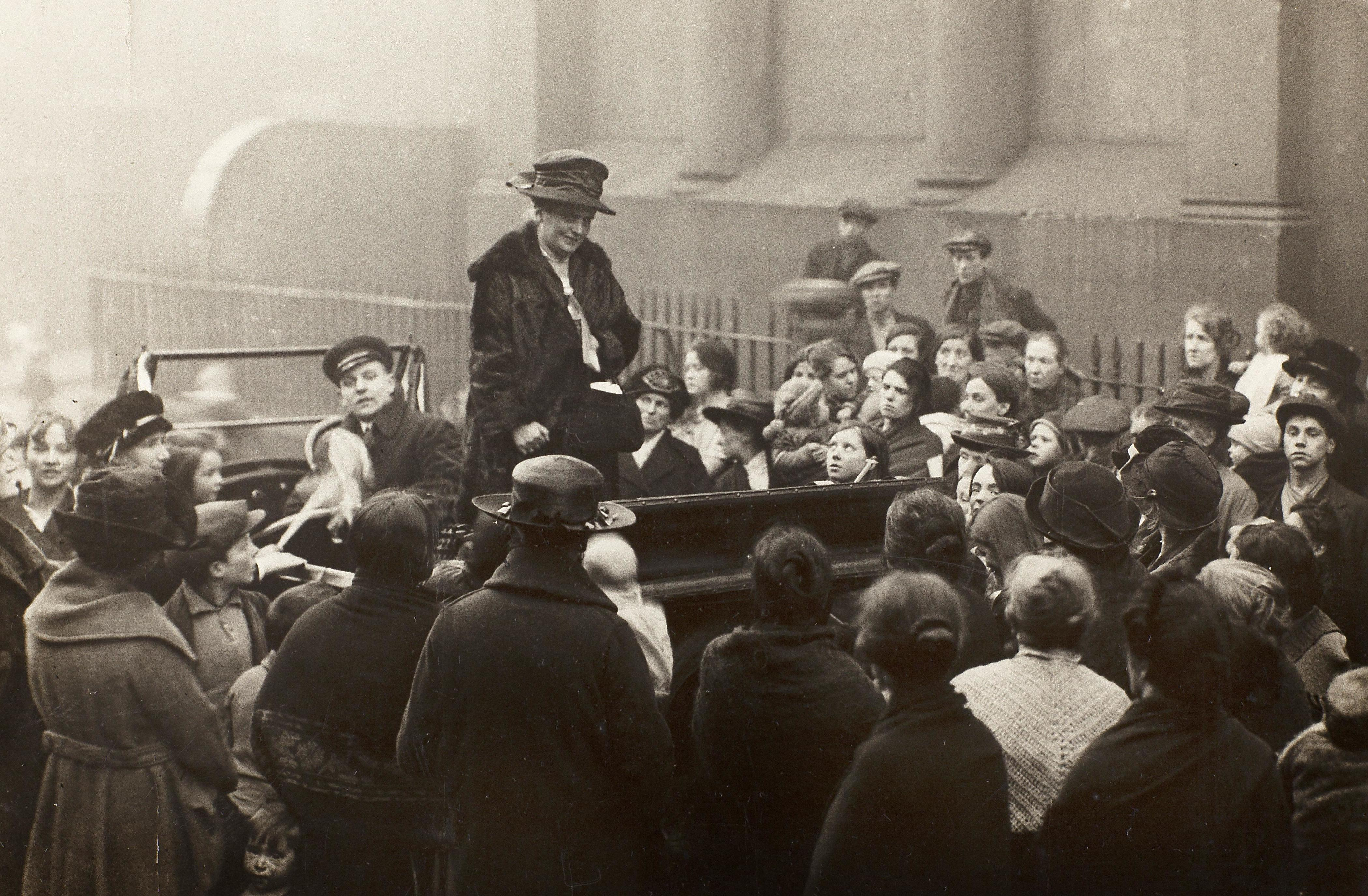
Eleanor Rathbone, 1922

Nel 1929 entrò in parlamento come independent MP per le Combined English Universities. Uno dei suoi primi discorsi riguardò la pratica della clitoridectomia in Kenya. Durante la Depressione, intraprese una campagna per la diminuzione del prezzo del latte e una per far avere migliori benefici ai figli di coloro che erano senza lavoro. Venne eletta nuovamente nel 1935.
Rathbone si è resa presto conto della natura della Germania Nazista e nel 1930 si è unita al British Non-Sectarian Anti-Nazi Council a difesa dei diritti umani. Ha denunciato la noncuranza inglese sulla rimilitarizzazione della Renania da parte di Hitler, sulla conquista italiana dell'Abissinia e sulla Guerra Civile Spagnola.
Nel 1936, Rathbone è stata una delle tante persone che ha supportato la "British Provisional Committee for the defence" di Leon Trotsky e ha firmato la lettera a Manchester Guardian difendendo i diritti di Trotsky di asilo e richiedendo un'indagine internazionale nel processo di Mosca.
Nel 1943 Rathbone ha fondato insieme a Victor Gollancz, ad alcune comunità ebraiche e alcuni rappresentanti del clero, il National Committee for Rescue from Nazi Terror, il cui scopo era quello di fornire le prove dei massacri nazisti e denunciare le conseguenze che aveva il respingimento del permesso di entrata nel paese sui richiedenti. Quando nel maggio dello stesso anno si svolse il dibattito parlamentare sul tema dell’aiuto alle vittime del nazismo che il Comitato aveva per tanto tempo richiesto, Rathbone e il suo libro "Rescue the Perishing" furono attaccati dal Sottosegretario agli Interni Osbert Peake, che riteneva che ogni risorsa dovesse andare alla guerra e non all'aiuto.
Quando nel marzo 1944 è iniziata la deportazione in massa degli ebrei ungheresi, Rathbone non solo ha chiesto alla radio esplicitamente l’aiuto del Papa, ma ha anche pubblicato l’opuscolo "Falsehood and Facts about the Jews", con il quale ha affrontato il problema dell’antisemitismo in Gran Bretagna.
Rathbone contribuì all'approvazione del Family Allowance Act del 1945, che ha segnato l'inizio di uno dei più importanti cambiamenti nella distribuzione del potere economico all'interno delle famiglie.

## Famiglia
Il nipote di Eleanor, John Rankin Rathbone era il Conservatore MP per Bodmin dal 1935 fino alla sua morte nella Battaglia di Britannia nel 1940, quando sua moglie Beatrice lo ha sostituito come MP. Il suo pronipote Tim Rathbone era un conservatore MP per Lewes dal 1974 al 1997.
La sua pronipote, Jenny Rathbone, è stata una consigliera laburista a Islington e più tardi candidata parlamentare per il partito laburista del Galles del Sud nel collegio elettorale di Cardiff centrale nelle elezioni del 2010. È stata eletta all'Assemblea Nazionale del Galles come rappresentante di Cardiff centrale nelle elezioni dell'Assemblea Nazionale.

## Eredità

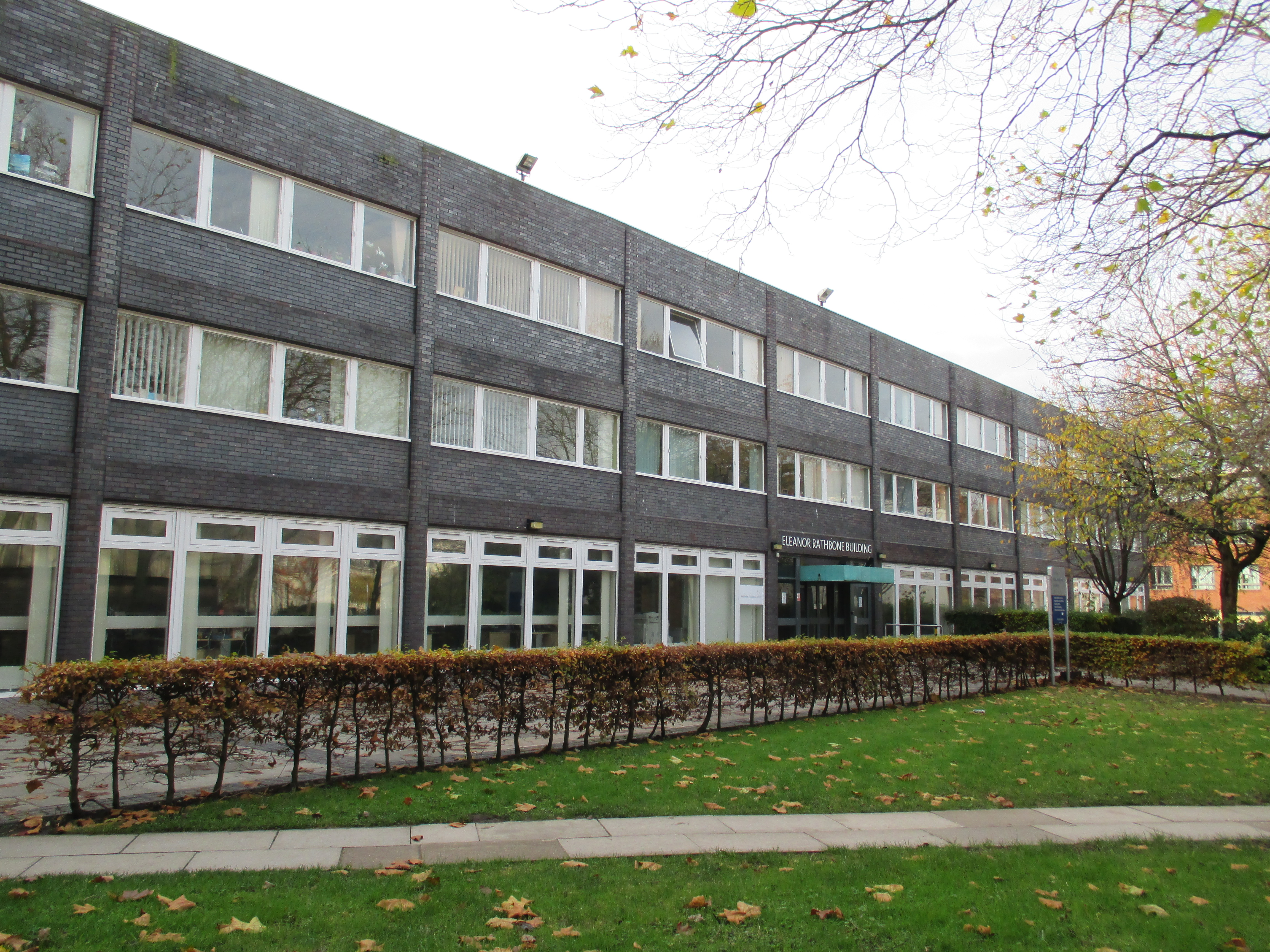
Eleanor Rathbone Building, University of Liverpool

Nel 1945, anno prima della sua morte, Eleanor Rathbone ha visto il Family Allowances Act diventare legge.
L'università di Liverpool ha ricordato Eleanor dedicandole un edificio; l'area ospita la Scuola di Legge e Giustizia Sociale e il Dipartimento di Psicologia; il Teatro Eleanor Rathbone è usato per produzioni teatrali e esibizioni musicali. L'università Edge Hill ha una casa dello studente a lei intitolata in onore al suo lavoro come riformatrice sociale.